# 六反田豊
六反田 豊（ろくたんだ ゆたか、1962年 - ）は、日本の歴史学者。専門は、朝鮮中世・近世史。東京大学大学院人文社会系研究科教授（韓国朝鮮文化研究室）。学位は、博士（文学）。鹿児島県出身。

## 略歴
- 1981年03月 - 鹿児島県立加世田高等学校卒業[6]
- 1985年03月 - 九州大学文学部史学科朝鮮史学専攻卒業
- 1987年03月 - 九州大学大学院文学研究科（史学専攻）修士課程修了
- 1987年 - 韓国精神文化研究院（現・韓国学中央研究院）へ留学（始期不詳、1年間）[7]
- 1989年03月 - 九州大学大学院文学研究科（史学専攻）博士後期課程中途退学
- 1989年04月 - 九州大学文学部（朝鮮史講座）助手（1992年3月まで）[8]
- 1992年04月 - 久留米大学文学部専任講師（1995年3月まで）
- 1995年04月 - 久留米大学文学部助教授（1996年3月まで）
- 1996年04月 - 九州大学文学部助教授（2000年3月まで）
- 2000年04月 - 九州大学大学院人文科学研究院助教授（2002年3月まで）
- 2002年04月 - 東京大学大学院人文社会系研究科助教授（2007年3月まで）
- 2007年04月 - 東京大学大学院人文社会系研究科准教授（2015年3月まで）
- 2015年04月 - 東京大学大学院人文社会系研究科教授（現在に至る）

### 学内・外における役職
- 2002年05月 - 「第1期日韓歴史共同研究」共同研究委員会委員(2005年6月まで) [9]
- 2010年04月 - 公益財団法人東洋文庫 研究員（客員）（2014年3月まで）
- 2014年04月 - 公益財団法人東洋文庫 研究員（兼任）[10]（2023年3月末時点で現任中）[11][12][13]

### テレビ出演
- 2004年04月[14][注釈 2] NHK高校講座『世界史』[15] 「古代・中世の朝鮮半島」[16]「近世の朝鮮王朝」[17]監修・講師

## 著書
- 『朝鮮王朝の国家と財政』（山川出版社、2012年）

### 共著
- （古田博司・小倉紀蔵（編））『韓国学のすべて』（新書館、2002年）
- （須川英徳（編））『韓国を歩く』[注釈 3]（勉誠出版、2002年）
- （朝鮮史研究会（編））『朝鮮史研究会論文集 40──朝鮮の領域観と自己認識:前近代と近代の接点』[注釈 4]（緑蔭書房、2002年）
- （勉誠出版編集部（編））『朝鮮社会と儒教（アジア遊学50）』[注釈 5]（勉誠出版、2003年）
- （菊地俊夫・岩田修二（編））『地図を学ぶ――地図の読み方・作り方・考え方』[注釈 6]（二宮書店、2005年）
- （韓国・朝鮮文化研究会（編））『韓国朝鮮の文化と社会 5──特集：交流時代における韓国朝鮮研究』[注釈 7]（風響社（wikidata）、2006年）
- （勉誠出版編集部（編））『アジア遊学100号の提案──これからの研究構想を語る（アジア遊学100）』（勉誠出版、2007年）
- （井上徹（編））『東アジア海域叢書 2──海域交流と政治権力の対応』[注釈 8]（汲古書院、2011年）
- （朝鮮史研究会（編））『朝鮮史研究入門』（名古屋大学出版会、2011年）
- （宗教法人洞春寺（編））『山口県指定有形文化財『洞春寺開山嘯岳鼎虎禅師手沢本』保存修理事業報告書』[注釈 9]（洞春寺、2011年）
- （韓国・朝鮮文化研究会（編））『韓国朝鮮の文化と社会 10──特集：韓国朝鮮社会における「武」の位相』[注釈 10]（風響社、2011年）
- （小島毅（編））『東アジアの王権と宗教（アジア遊学151）』[注釈 11]（勉誠出版、2012年）
- （伊藤幸司（編）『寺内正毅ゆかりの図書館 桜圃寺内文庫の研究──文庫解題・資料目録・朝鮮古文書解題』（勉誠出版、2013年）
- （森平雅彦（編））『東アジア海域叢書 14──中近世の朝鮮半島と海域交流』[注釈 12]（汲古書院、2013年）
- （朝鮮史研究会（編））『朝鮮史研究会論文集 51――特集：朝鮮王朝と海域交流』[注釈 13]（緑蔭書房、2013年）
- （濱田耕策（編））『古代東アジアの知識人――崔致遠の人と作品』（九州大学出版会、2013年）[注釈 14]
- （高倉洋彰（編））『東アジア古文化論攷──Studies in East Asian archaeology and history part 1』[注釈 15]（中国書店、2014年）
- （川原秀城（編））『朝鮮朝後期の社会と思想（アジア遊学179）』[注釈 16]（勉誠出版、2015年）
- （歴史科学協議会（編））『歴史の「常識」をよむ』[注釈 17]東京大学出版会、2015年）
- （石川県立歴史博物館（編））『朝鮮王朝──宴と儀礼の世界』（石川県立歴史博物館、2015年）
- （久留島浩（編）『描かれた行列──武士・異国・祭礼』[注釈 18]（東京大学出版会、2015年）
- （李成市・宮嶋博史・糟谷憲一（編））『朝鮮史 1――先史～朝鮮王朝』（山川出版社、2017年）
- （須川英徳（編））『韓国・朝鮮史への新たな視座──歴史・社会・言説』[注釈 19]（勉誠出版、2017年）
- （上田信（編））『悪の歴史──隠されてきた「悪」に焦点をあて、真実の人間像に迫る 東アジア編【下】南・東南アジア編』（清水書院、2018年）
- （梁聖宗・金良淑・伊地知紀子（編））『済州島を知るための55章』（明石書店、2018年）
- （韓国・朝鮮文化研究会（編））『韓国朝鮮の文化と社会 17──特集：病いと医療』[注釈 20]（風響社、2018年）
- （岩波講座　世界歴史 12）『東アジアと東南アジアの近世──15～18世紀』[注釈 21]（岩波書店、2022年）

### 監修
- 『一冊でわかる韓国史』（河出書房新社、2021年）[18]

### 共編著
- （原尻英樹（編））『半島と列島のくにぐに――日朝比較交流史入門』（新幹社、1996年）
- （原尻英樹、外村大（編））『日本と朝鮮 比較・交流史入門――近世、近代そして現代』（明石書店、2011年）

### 訳書
- 李泰鎭（イ・テジン）著『朝鮮王朝社会と儒教（韓国の学術と文化2）』（法政大学出版局、2000年）
- 李憲昶（イ・ホンチャン）著、須川英徳（共監訳）『韓国経済通史（韓国の学術と文化16）』（法政大学出版局、2004年）

## 論文
◎ 大学の紀要等において国内で公表されているものについては、国立情報学研究所(NII)の学術情報ナビゲータ，通称：CiNii(サイニィ)の論文情報検索、図書・雑誌情報検索（複数著者である場合は検索結果を詳細表示）を用いると、概ねリストアップされることが確認できています。
出典で記載している学位論文等や著書所収のもののほか、例えば
- 「朝鮮初期漕運制における船卒・船舶の動員体制」（『朝鮮文化研究』1997年、4巻 pp.73-98、doi:10.15083/0002003064、東京大学文学部朝鮮文化研究室）
- 「朝鮮成宗代の漕運政策論議――私船漕運論を中心として（上）」（『史淵』通巻136号 pp.27-55、1999年、doi:10.15017/1866571、九州大学文学部）
- 「19世紀済州島民の海難と漂流――『済州啓録』の分析」（『年報朝鮮學』通巻第7号 pp.55-104、1999年、九州大學朝鮮學研究會）
- 「朝鮮成宗代の漕運政策論議――私船漕運論を中心として（下）」（『史淵』通巻第137号 pp.113-140、2000年、doi:10.15017/1854970、九州大学文学部）
- 「15世紀朝鮮の税穀水運」（『東京大学コリア・コロキュアム講演記録』2016年巻 pp.73-92、東京大学大学院人文社会系研究科 韓国朝鮮文化研究室）
- 「朝鮮初期三浦倭料の調達方式と財源」（『年報朝鮮學』通巻20号 pp.1-36、2017年、九州大學朝鮮學研究會）

### 共著
- 小林茂・松原孝俊「朝鮮から琉球へ、琉球から朝鮮への漂流年表」（沖縄県文化振興会公文書館管理部史料編集室（編）『歴代宝案研究』通巻第9号、1998年、沖縄県教育委員会 刊）

## 講演・対談
- 講演：「朝鮮時代の国家と儀礼 （『朝鮮王朝――宴と儀礼の世界』展[19]記念講演会）」（石川県立歴史博物館、2015年9月19日）[20]
- 講演・対話：「15世紀朝鮮の税穀水運 （2016年度第4回東京大学コリア・コロキュアム）」（東京大学本郷キャンパス、2017年2月23日）[21]
- 市民講座：「朝鮮王朝の歴史――孝宗と顕宗の時代」（朝日カルチャーセンター横浜（オンライン配信含む）、2021年7月27日・8月24日・9月28日）[22][23]
- 市民講座：「朝鮮王朝の歴史――景宗・英祖の時代」（朝日カルチャーセンター横浜（オンライン配信含む）、2022年1月25日・2月22日・3月22日）[24][25]
- 市民講座：「朝鮮王朝の歴史――正祖の時代（1）」（朝日カルチャーセンター横浜（オンライン配信含む）、2022年10月25日・11月29日・12月27日）[26][27]
- 市民講座：「朝鮮王朝の歴史――正祖の時代（2）」（朝日カルチャーセンター横浜（オンライン配信含む）、2023年1月24日・3月7日・3月28日）[28]
- 市民講座：「朝鮮王朝の歴史――憲宗の時代」（朝日カルチャーセンター横浜（オンライン配信含む）、2023年10月24日・12月5日・12月26日）[29]
- 市民講座：「朝鮮王朝の歴史――哲宗の時代」（朝日カルチャーセンター横浜（オンライン配信含む）、2024年1月23日・3月5日・3月26日）[1]